# Hanseatische Verlagsanstalt

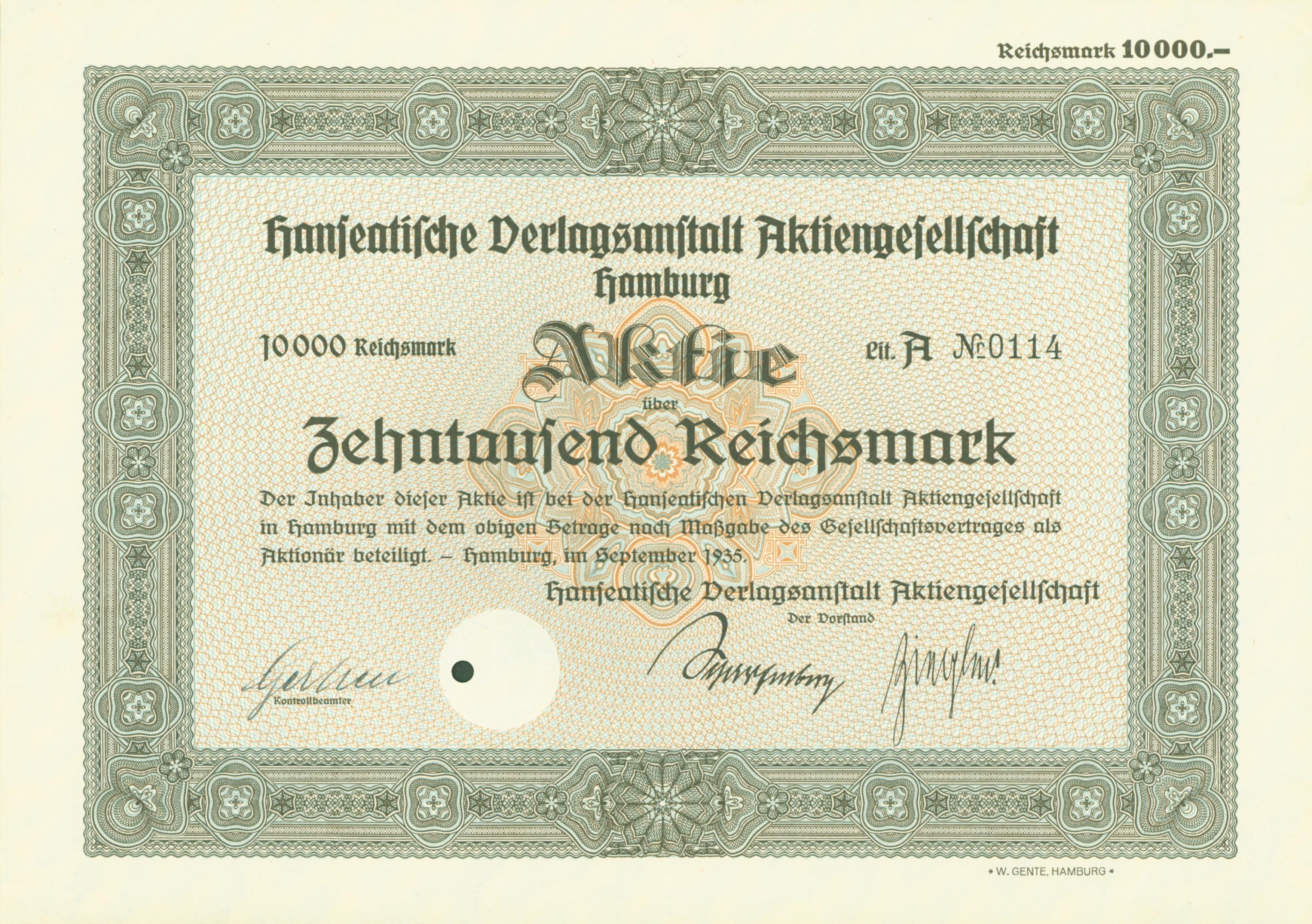
Action de la Hanseatischen Verlagsanstalt AG en date de septembre 1935.

La Hanseatische Verlagsanstalt (HAVA) est un éditeur de livres fondé à Hambourg en 1917 et existant jusqu'en 1942.

## Histoire
L'entreprise qui l'a précède est la Hanseatische Druck- und Verlagsanstalt eGmbH, fondée en 1893. Jusqu'en 1920, elle s'appelle Deutschnationale Verlagsanstalt AG.
La HAVA appartient avec le Langen Müller Verlag (de) et la Deutsche Hausbücherei jusqu'en 1933 au groupe de libraires du syndicat conservateur des travailleurs salariés de l'Association nationale allemande des manutentionnaires (de) (DHV). Après la « prise du pouvoir » par les nazis en 1933, le DHV est gleichschalten. D'une part, la pression du NSDAP et d'autre part l'espoir de la direction du DHV d'assurer l'existence du DHV dans l'État national-socialiste en l'adaptant joue un rôle. 1936, l'association comprenant la maison d'édition est incorporée au Front allemand du travail. À la fin de l'exercice 1942, la maison d'édition est dissoute, mais le travail de diverses sociétés est poursuivi par les anciens membres du conseil d'administration. Hanseatische Druckanstalt GmbH reprend l'activité d'impression, les intérêts de l'édition sont représentés par Hanseatische Verlagsanstalt Benno Ziegler KG, tandis que la société continue à opérer sous le nom de Deutsche Hausbücherei AG. La Bücherborn Deutsches Buchhaus GmbH y a déjà fusionné.

## Programme d'édition
Après 1933, HAVA réussit à obtenir des positions clés dans la politique commerciale du livre grâce à la coopération et à la fusion avec des ministères et des instituts. Elle approvisionne le marché nazi du livre de masse avec des auteurs tels que Hans Friedrich Blunck (de) et Heinz Steguweit, mais produit également pour le public bourgeois traditionnel et s'occupe d'auteurs aussi contrastés que les écrivains Ernst Jünger, Werner Bergengruen ou l'avocat Carl Schmitt. Le journaliste Wilhelm Stapel, à la tête du Cercle de Hambourg, groupe de penseurs que l'on peut considérer comme faisant partie de la Révolution conservatrice, a une influence décisive dans la maison d'édition.
L'un des projets de publication les plus réussis est les Fondements du droit et de l'économie (de) publiés par les professeurs de l'université de Kiel Georg Dahm, Karl August Eckhardt (de) et Ernst Rudolf Huber, une série de manuels juridiques de l'époque du national-socialisme, dont entre 1935 et 1944 un total de 16 volumes, certains en plusieurs éditions sont parus. Le magazine national conservateur Deutsches Volkstum. Monatsschrift für das deutsche Geistesleben y est publié entre 1917 et 1938.